# پاتریک ویال
پاتریک ویال (فرانسوی: Patrick Vial‎؛ زادهٔ ۲۴ دسامبر ۱۹۴۶) جودوکار اهل فرانسه بود.